# Oonops leitaoni
Oonops leitaoni là một loài nhện trong họ Oonopidae.
Loài này thuộc chi Oonops. Oonops leitaoni được miêu tả năm 1938 bởi Bristowe.